# McCarthy (Alaska)
McCarthy è un census-designated place (CDP) degli Stati Uniti d'America, situato nello Stato dell'Alaska e in particolare nella Census Area di Valdez-Cordova.